# نوویان‌سعیدوو
نوویان‌سعیدوو (انگلیسی: Novoyansaitovo) یک شهرک در شهرستان کاراایدلسکی استان باشقیرستان کشور روسیه است.